# 薩萊爾山脈

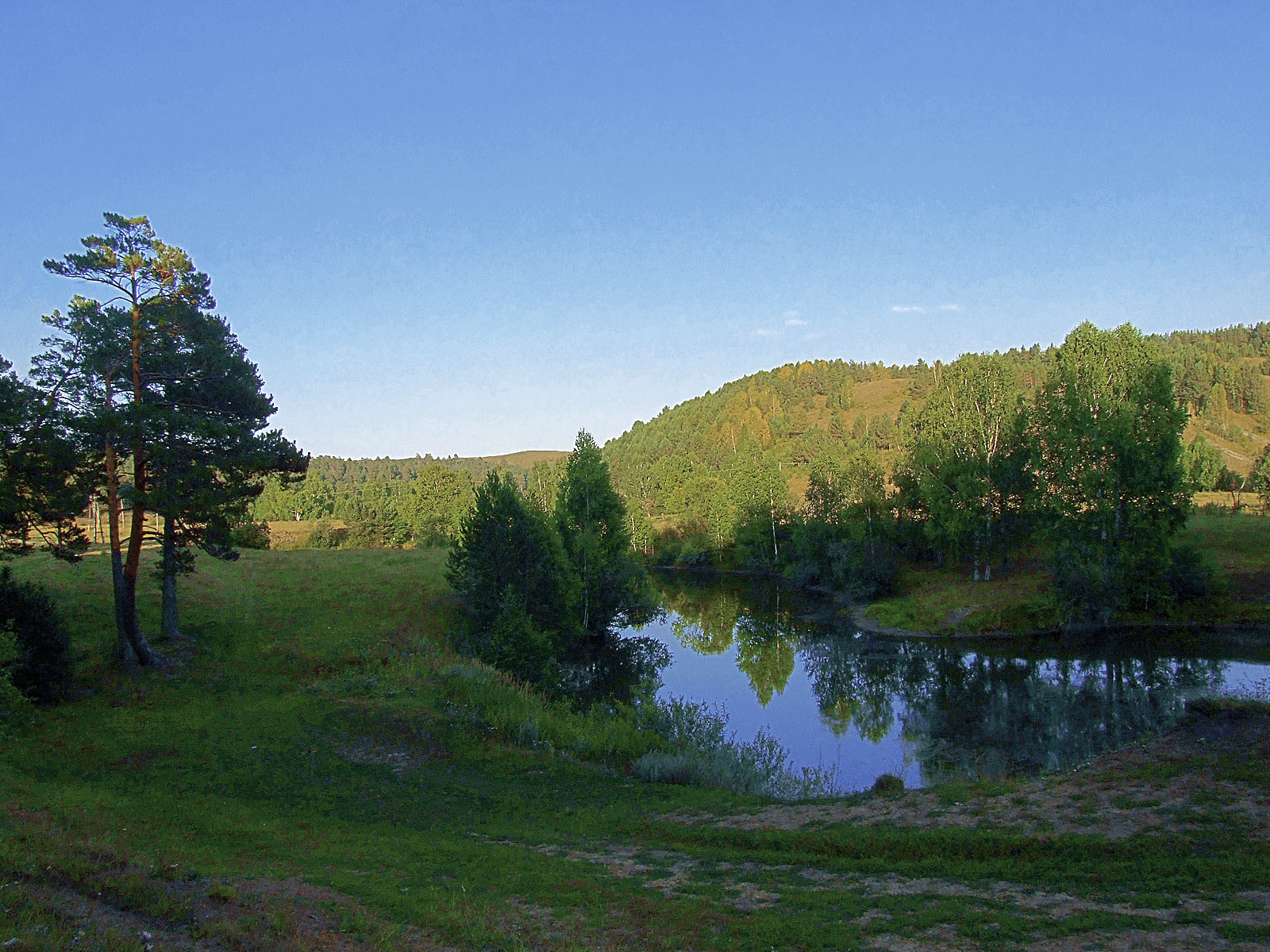

薩萊爾山脈（俄语：Салаирский кряж）是俄羅斯的山脈，位於西伯利亞西南部的阿爾泰邊疆區、科麥羅沃州和新西伯利亞州，是阿爾泰山脈的延伸，山脈全長300公里、寬15—40公里，最高點海拔高度621米。

## 外部連結
- （俄文）Salair Ridge （页面存档备份，存于）
- （俄文）A map of paleolithic settlements at Salair Ridge （页面存档备份，存于）

54°1′N 85°50′E / 54.017°N 85.833°E